# Сан-Педро-де-Гаїльйос
Сан-Педро-де-Гаїльйос (ісп. San Pedro de Gaíllos) — муніципалітет в Іспанії, у складі автономної спільноти Кастилія-і-Леон, у провінції Сеговія. Населення — 326 осіб (2010).
Муніципалітет розташований на відстані близько 90 км на північ від Мадрида, 40 км на північний схід від Сеговії.
На території муніципалітету розташовані такі населені пункти: (дані про населення за 2010 рік)
- Ребольяр: 50 осіб
- Сан-Педро-де-Гаїльйос: 276 осіб

## Демографія
Динаміка населення (INE ):

## Галерея зображень

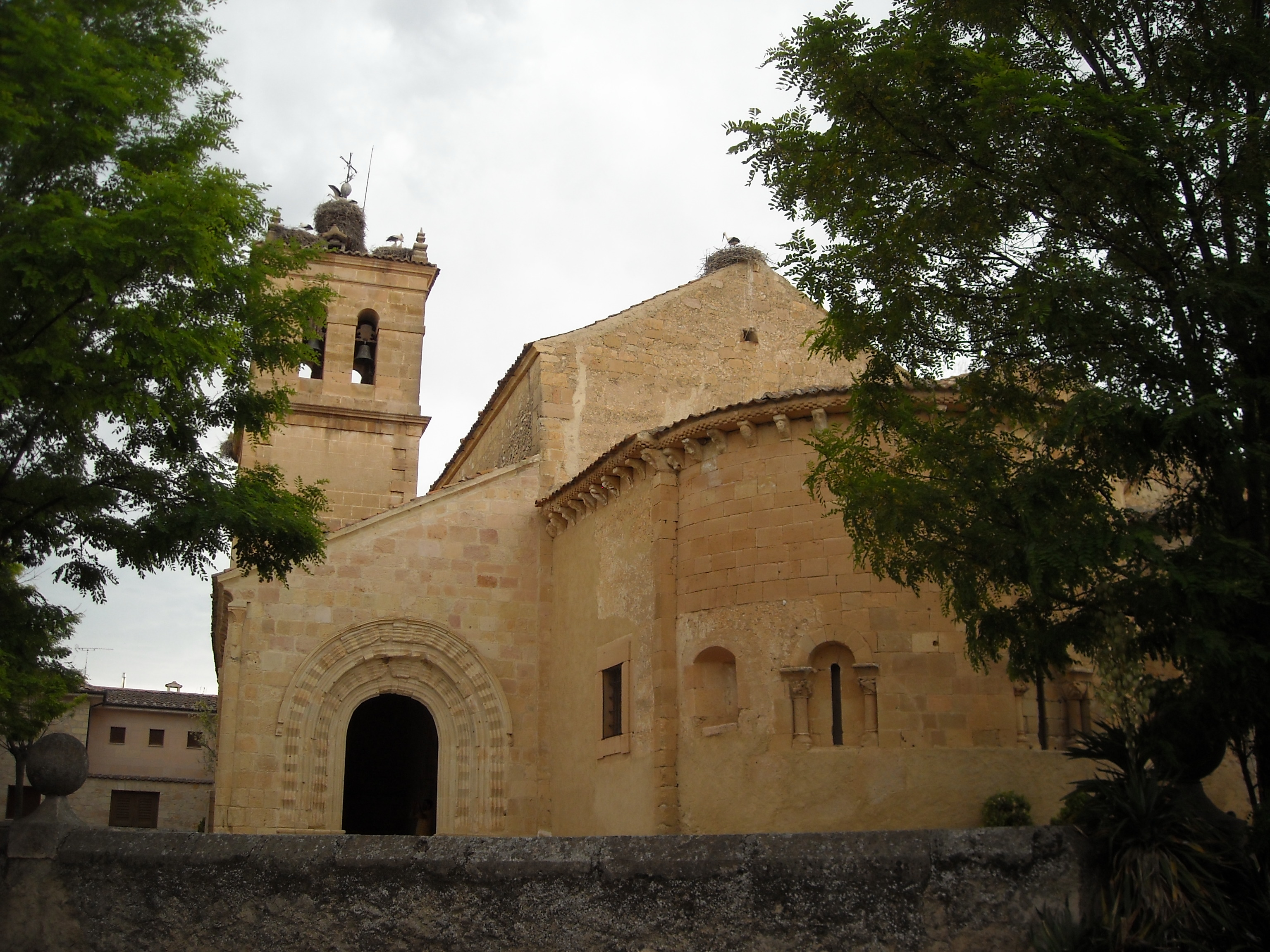
Парафіяльна церква